# Mackenzie Esporte Clube
Il Mackenzie Esporte Clube è una società polisportiva brasiliana con sede a Belo Horizonte.

## Storia
Il Mackenzie Esporte Clube viene fondato il 1º settembre del 1943 nella città di Belo Horizonte, da un gruppo di ventuno soci con l'intento di creare un nuovo spazio per praticare sport all'interno della città. Nel 1961 inaugura la propria sede, uno spazio occupante 7,5 km con all'interno tutte le strutture societarie.

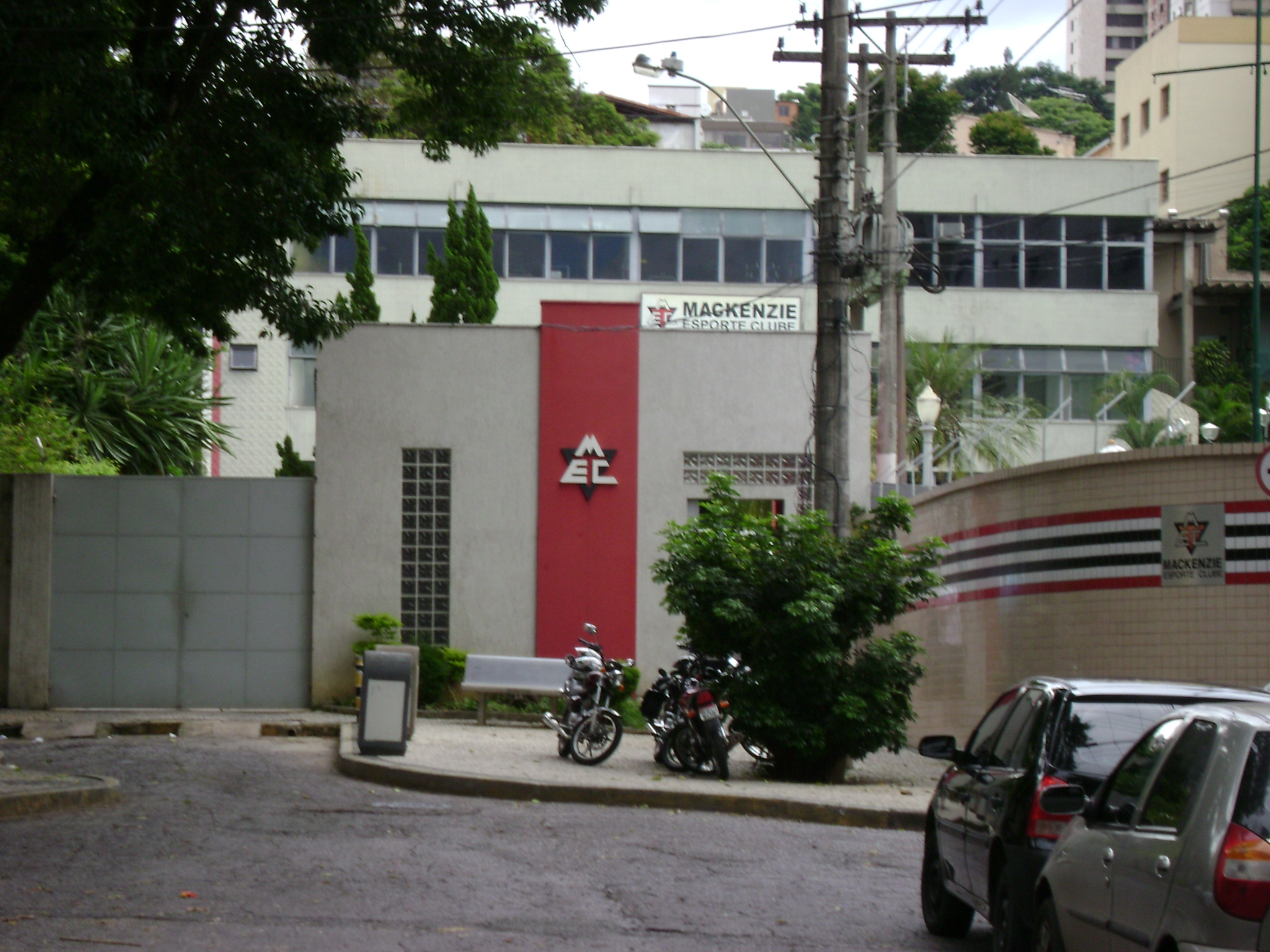
Ingresso del Mackenzie Esporte Clube

Nel corso degli anni il club si specializza nella formazione di giovani atleti, soprattutto pallavolisti e cestisti, tra i quali spiccano i nomi di Sheilla de Castro, Érika Coimbra, Nikolle Correa e Suelen Pinto. La sezione di punta del club è la pallavolo femminile, capace di disputare cinque stagioni consecutive, tra il 2007-08 ed il 2011-12, nella Superliga e vincitrice di due edizioni del Campionato Mineiro. Nel 2011 arriva la terza finale consecutiva nel campionato statale, questa volta persa contro il Praia Clube.
Nell'estate del 2012 la squadra di pallavolo femminile cessa di esistere a causa della perdita dello sponsor principale. Le attività societarie tornano così a concentrarsi sul settore giovanile.

## Palmarès

### Pallavolo femminile
- Campionato Mineiro: 1

2008, 2010